# 重复博弈
在博弈论，重复博弈所指的是一类特殊的擴展形式的博弈（extensive form game）。此类博弈中包含一个基础博弈（base game）——称为阶段博弈（stage game）；在整个重复博弈中，该阶段博弈会被重复一定次数。阶段博弈一般是一个大家熟悉的博弈（如囚徒困境）。类似的，非重复博弈也可称为单一阶段博弈（single stage game）或单次博弈（single shot game）。
在重复博弈中，每个参与者会考虑自己当期的行为对其他参与者未来行为的影响；这有时也被称为参与者的声誉。
重复博弈一般有多重均衡。这是因为在重复博弈中，报复是可行的——阶段博弈在各期有相同的参与者。可以证明，只要一个策略（strategy）能带来比极小极大值（minmax）更大的收益，该策略就可以是一个纳什均衡解。

## 有限次数和无限次数重复博弈
根据阶段博弈被重复的次数，重复博弈可以分为有限次数和无限次数两类。顾名思义，有限次数指的是阶段博弈被重复的次数是有限的。在通常情况下，有限次数和无限次数重复博弈有截然不同的均衡。